# Julius Hoffmann (Politiker, 1810)
Julius Hoffmann (* 10. Juni 1810 in Schalkau; † 29. April 1882 in Eisfeld) war ein deutscher Bergrat, Oberbürgermeister von Eisfeld und Mitglied des Reichstags des Norddeutschen Bundes.

## Leben
Hoffmann war der Sohn eines Rechtsanwaltes und Rittergutsbesitzers. Er besuchte die Gymnasien zu Schleusingen und Hildburghausen und die Bergakademie zu Freiberg. Von 1834 bis 1837 Betriebsbeamter an den Eisenhüttenwerken zu Neusalz und von 1837 bis 1846 Direktor der Berg- und Hüttenwerke zu Liswensk im Uralgebirge im russischen Gouvernement Perm. Ab 1847 war er Mitglied der Ständeversammlung im Herzogtum Meiningen, 1848 Mitglied des Frankfurter Parlaments und 1859 Mitstifter des Nationalvereins. Ferner war er Oberbürgermeister von Eisfeld und auch Feuerwehrkommandant.
Von 1867 bis 1871 war er Mitglied des Reichstags des Norddeutschen Bundes und des Zollparlaments für den Reichstagswahlkreis Herzogtum Sachsen-Meiningen 1 (Meiningen, Hildburghausen) und die Nationalliberale Partei.